# Bruck an der Großglocknerstraße
Bruck an der Großglocknerstraße  ist eine Gemeinde im Land Salzburg im Bezirk Zell am See in Österreich mit 4951 Einwohnern (Stand 1. Jänner 2024).

## Geografie
Die Gemeinde liegt im Pinzgau im Salzburger Land an der nördlichen Zufahrt zur Großglockner-Hochalpenstraße und gehört zum Gerichtsbezirk Zell am See. Die Ortsteile St. Georgen und Reit waren vor ihrer Eingemeindung am 1. Jänner 1939 Teil des Gerichtsbezirks Taxenbach.
Das größte Gewässer ist die Salzach, die das Gemeindegebiet von Westen nach Osten durchfließt. Von Norden münden der großen und der kleine Seekanal, die Abflüsse vom Zeller See, in die Salzach. Von Süden mündet die Fuscher Ache etwa einen Kilometer später. Der tiefste Punkt der Gemeinde liegt bei 750 Meter über dem Meeresniveau. Im Norden steigt das Land zu den Salzburger Schieferalpen an. Der höchste Gipfel der Gemeinde ist hier der Hundstein mit 2117 Meter. Im Süden beginnt die Glocknergruppe. Hier erreicht der Archenkopf 2260 Meter.

### Gemeindegliederung
Das Gemeindegebiet umfasst die Ortschaft Bruck an der Großglocknerstraße. In den Jahren 2021 und 2022 wurden alle anderen Ortschaften aufgelöst.
Die Gemeinde besteht aus den Katastralgemeinden Bruck, Hundsdorf, Reith und St. Georgen.

### Nachbargemeinden
| Zell am See | Maria Alm                                   |           |
| Kaprun      | Kompassrose, die auf Nachbargemeinden zeigt | Taxenbach |
|             | Fusch an der Großglocknerstraße             |           |

## Geschichte
Archäologische Fundstätten an mehreren Stellen im Gemeindegebiet weisen auf eine lange Siedlungsgeschichte hin. So stieß man bei Bauarbeiten im Ortsteil Fischhorn auf Reste eines römischen Gutshofs aus dem ersten vorchristlichen Jahrhundert. Auf dem Kirchhügel in St. Georgen konnte eine Besiedlung in der Altbronzezeit nachgewiesen werden und auch auf dem Weberpalfen in Gries im Pinzgau zeugen Funde bronzezeitlicher Kupfergewinnung von prähistorischer Besiedlung.
Die Kelten siedelten auf dem Gebiet von Bruck ebenso wie die Römer. Anschließend machten sich die Bajuwaren sesshaft und mischten sich mit der Bevölkerung.
Die erste Erwähnung von Prugg im Pinzgrey erfolgte im Jahr 1227.
Seit der Fertigstellung der Großglockner-Hochalpenstraße 1935 heißt der Ort Bruck an der Großglocknerstraße. Im Jahr 1938 wurde  die selbständige Gemeinde St. Georgen eingemeindet.

## Kultur und Sehenswürdigkeiten
- Schloss Fischhorn
- Schloss Heuberg

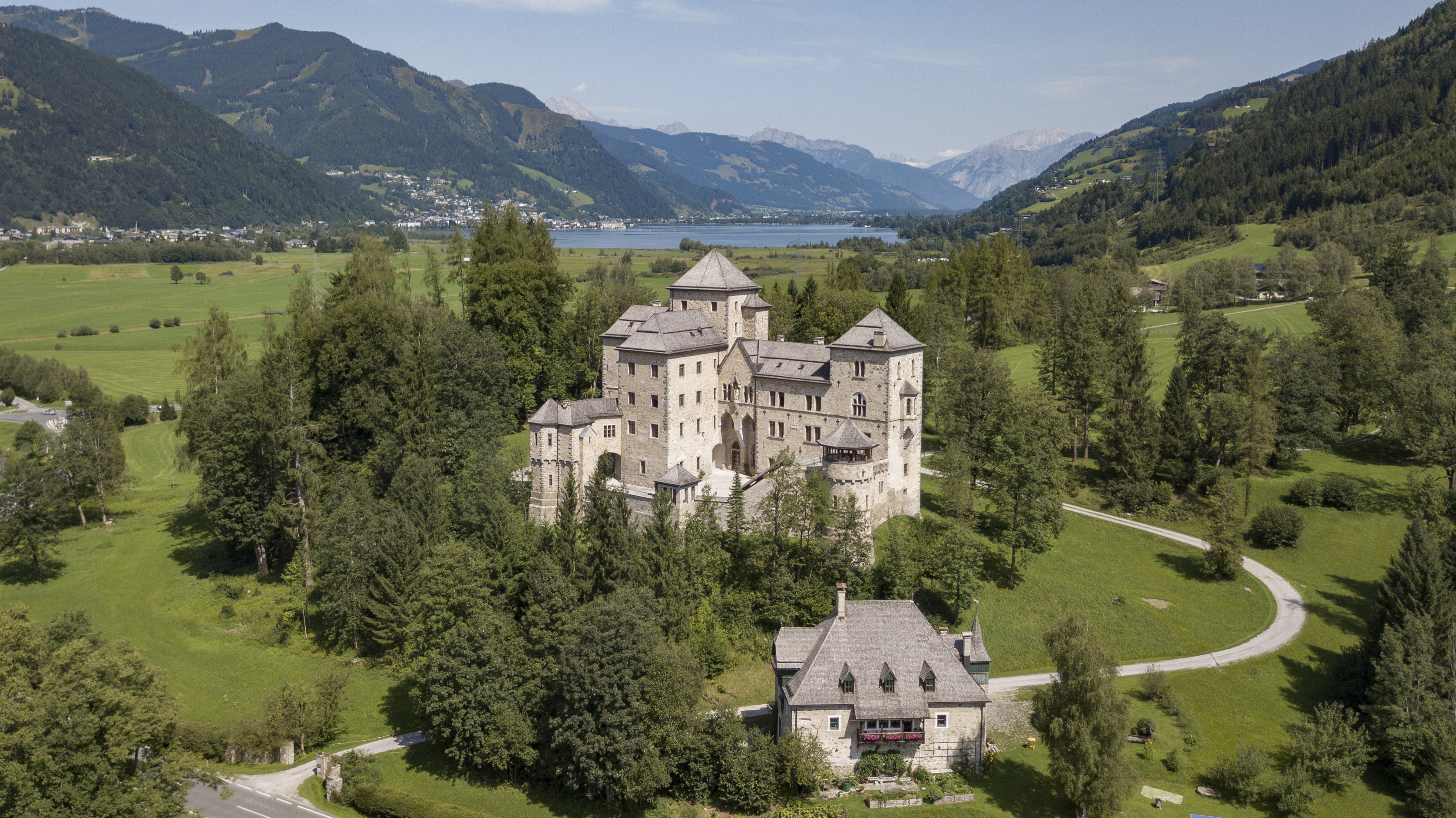
Schloss Fischhorn

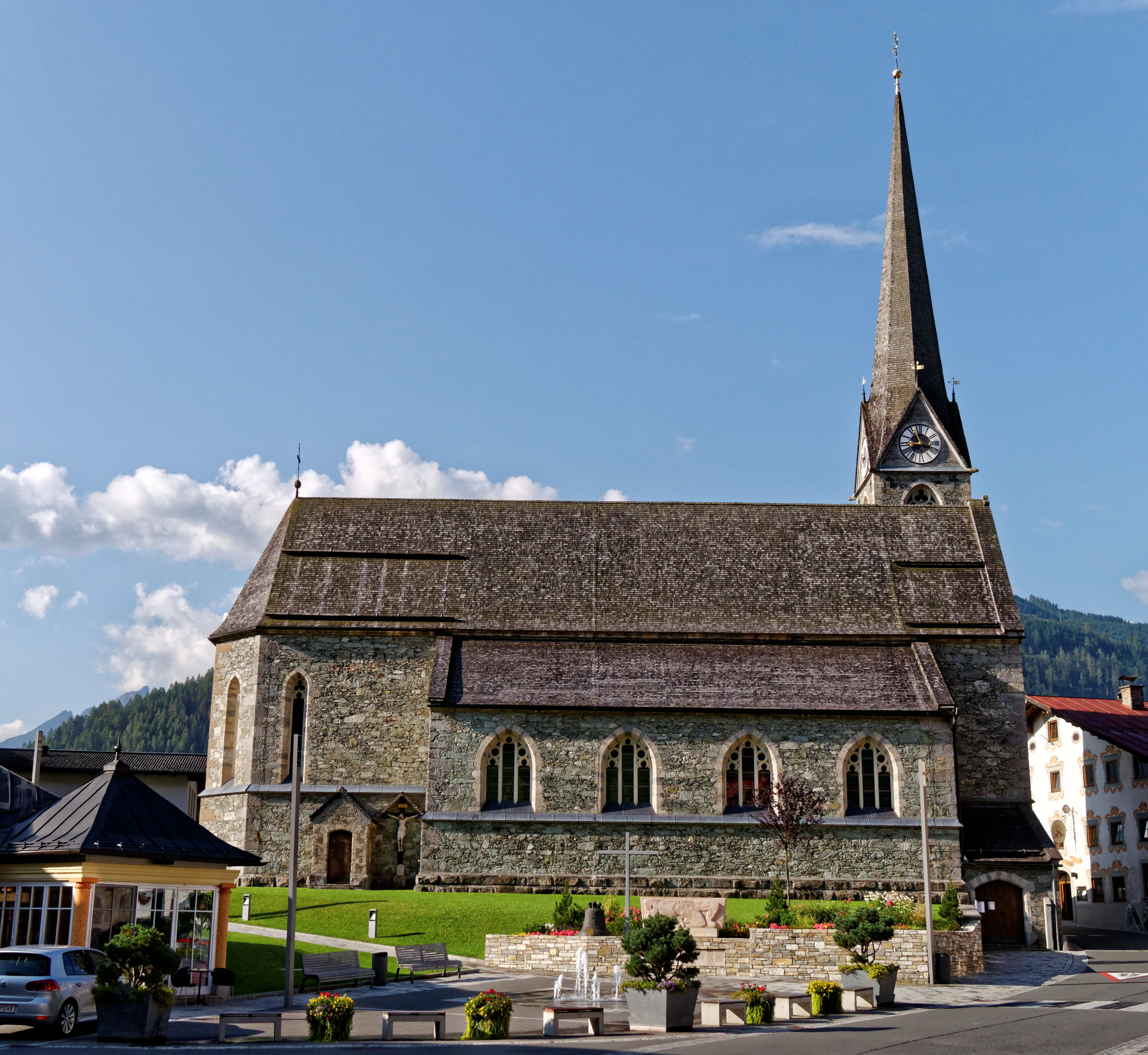
Pfarrkirche Bruck an der Großglocknerstraße

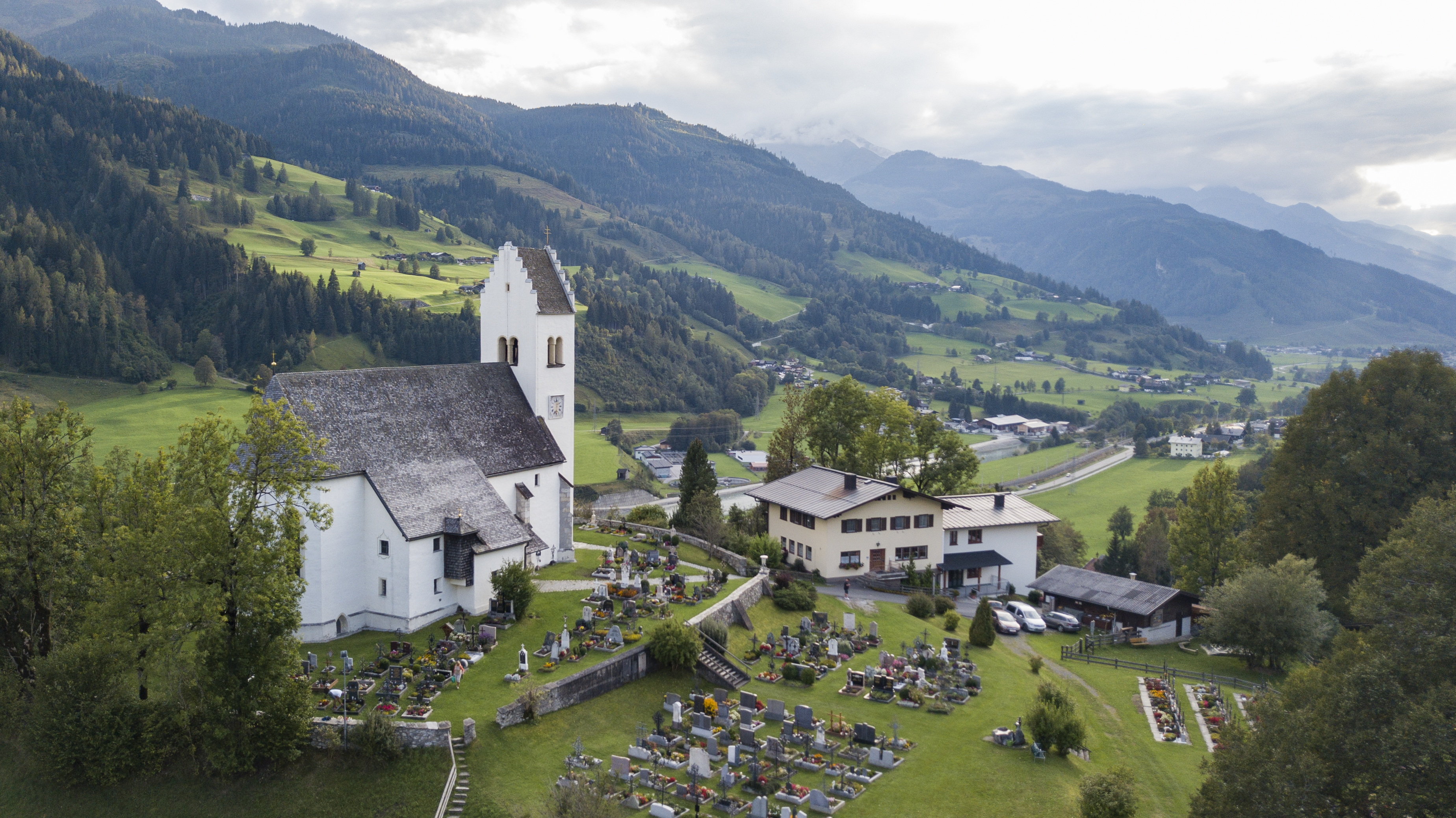
Pfarrkirche St. Georgen im Pinzgau

- Katholische Pfarrkirche Bruck an der Großglocknerstraße hl. Maria
- Katholische Pfarrkirche St. Georgen im Pinzgau
- Franziskanerkloster St. Anton im Pinzgau in Hundsdorf
- Walchergut[1]
- Kino der Firma Dieselkino
- Schlossbad Bruck

## Wirtschaft und Infrastruktur

### Wirtschaftssektoren
Von den 74 landwirtschaftlichen Betrieben des Jahres 2010 wurden 33 von Haupt- 31 von Nebenerwerbsbauern, 8 von juristischen Personen und 2 von Personengemeinschaften geführt. Diese 2 bewirtschafteten 58 Prozent der Flächen. Im Produktionssektor arbeiteten 346 Erwerbstätige in der Bauwirtschaft, 165 im Bereich Herstellung von Waren, 61 in der Energieversorgung und 9 in der Wasserver- und Abfallentsorgung. Die wichtigsten Arbeitgeber des Dienstleistungssektors waren die Bereiche soziale und öffentliche Dienste (430), Handel (396) freiberufliche Dienstleistungen (122) und  Beherbergung und Gastronomie  (91 Mitarbeiter).
| Wirtschaftssektor            | Anzahl Betriebe | Anzahl Betriebe | Erwerbstätige | Erwerbstätige |
| Wirtschaftssektor            | 2011            | 2001            | 2011          | 2001          |
| ---------------------------- | --------------- | --------------- | ------------- | ------------- |
| Land- und Forstwirtschaft 1) | 74              | 74              | 183           | 124           |
| Produktion                   | 60              | 40              | 581           | 551           |
| Dienstleistung               | 228             | 140             | 1137          | 813           |

1) Betriebe mit Fläche in den Jahren 2010 und 1999

### Tourismus
Die Anzahl der Übernachtungen stieg von 265.000 im Jahr 2011 auf 322.000 im Jahr 2019. Bruck an der Glocknerstraße hat zwei Saisonen, wobei die Sommersaison deutlich stärker als die Wintersaison ist.

### Verkehr

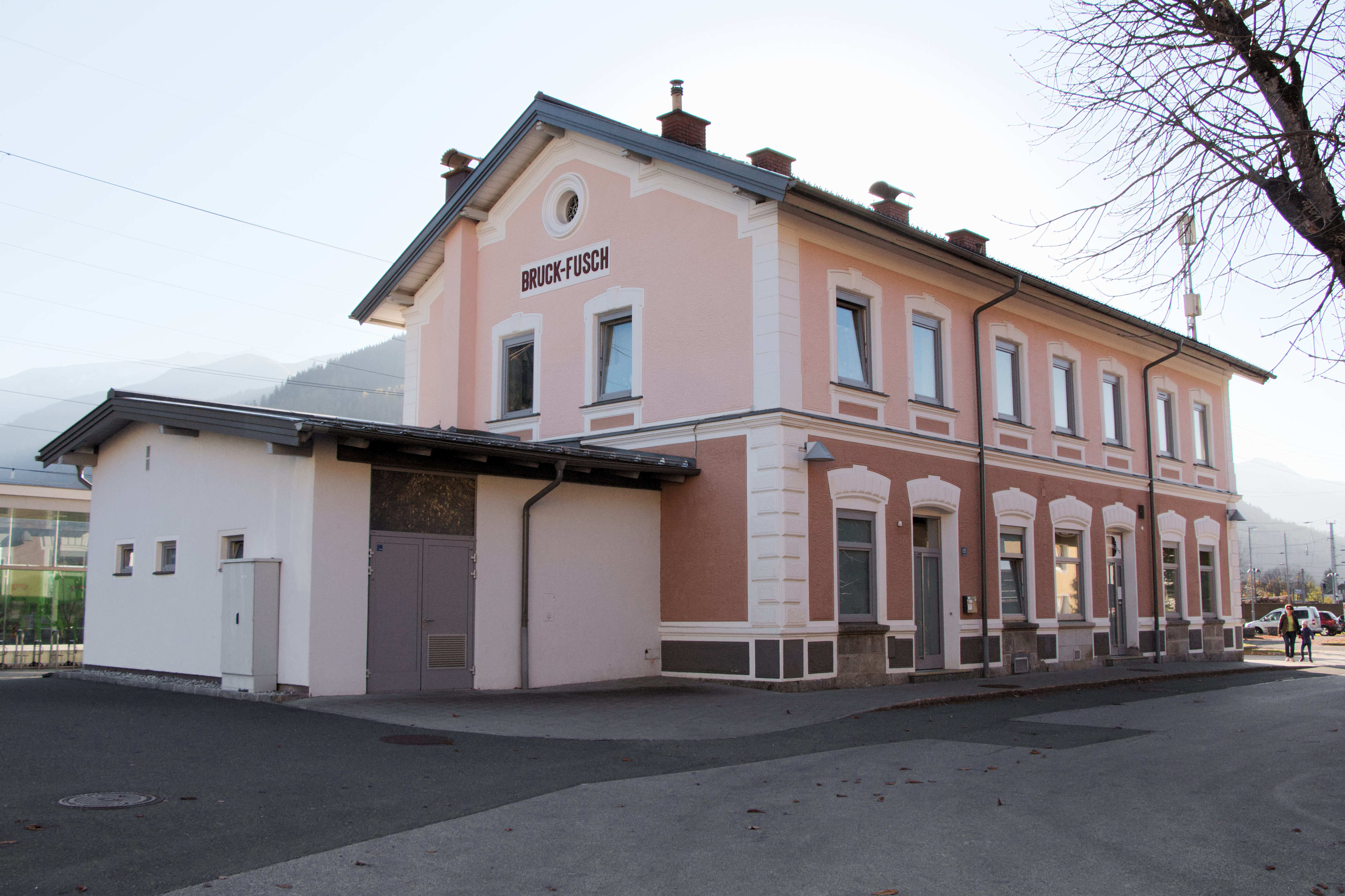
Aufnahmegebäude des Bahnhofs Bruck-Fusch

Die Gemeinde liegt an der Pinzgauer Straße (B311) von Bischofshofen über Zell am See nach Lofer, die südlich des Ortes als Umfahrungsstraße geführt wird. Quasi als nördliche Umfahrung von Bruck dient die Brucker Landesstraße (L257), eine knapp drei Kilometer lange Landesstraße zweiter Ordnung mit der gemeindeeigenen Bezeichnung Salzburgerstraße.
In Bruck nimmt die Großglockner-Hochalpenstraße ihren Anfang. Diese verbindet als hochalpine Gebirgsstraße die beiden österreichischen Bundesländer Salzburg und Kärnten. Die von Bruck nach Heiligenblut führende Straße ist 47,8 km lang.
Bruck an der Großglocknerstraße ist mittels zweier Postbus-Linien nach Fusch an der Großglocknerstraße und Zell am See sowie nach Taxenbach und weiter nach Rauris erreichbar. Im Ort befindet sich zudem der Bahnhof Bruck–Fusch, wo Regionalexpresszüge sowie S-Bahnen aus Richtung Wörgl/Saalfelden und Bischofshofen/Salzburg halten.

## Politik

### Gemeinderat
| Gemeinderatswahl 2024Wahlbeteiligung: 66,1 % 6050403020100 51,8 % (−0,7 %p)23,3 % (−8,7 %p)10,5 % (+1,6 %p)10,5 % (n. k. %p)3,8 % (n. k. %p) ÖVPSPÖGRÜNEFUBBLB20192024 |

Die Gemeindevertretung hat insgesamt 21 Mitglieder.
- Mit den Gemeindevertretungs- und Bürgermeisterwahlen in Salzburg 2004 hatte die Gemeindevertretung folgende Verteilung: 11 SPÖ, 7 ÖVP, 2 FPÖ und 1 GRÜNE.
- Mit den Gemeindevertretungs- und Bürgermeisterwahlen in Salzburg 2009 hatte die Gemeindevertretung folgende Verteilung: 10 SPÖ, 8 ÖVP, 2 FPÖ und 1 GRÜNE.[6]
- Mit den Gemeindevertretungs- und Bürgermeisterwahlen in Salzburg 2014 hatte die Gemeindevertretung folgende Verteilung: 9 SPÖ, 8 ÖVP, 2 FPÖ und 2 GRÜNE.[7]
- Mit den Gemeindevertretungs- und Bürgermeisterwahlen in Salzburg 2019 hatte die Gemeindevertretung folgende Verteilung: 11 ÖVP, 7 SPÖ, 2 GRÜNE und 1 FPÖ.[8]
- Mit den Gemeindevertretungs- und Bürgermeisterwahlen in Salzburg 2024 hat die Gemeindevertretung folgende Verteilung: 12 ÖVP, 5 SPÖ, 2 GRÜNE und 2 FUB (Für unser Bruck).[9]

### Bürgermeister
- 1978 Johann Schwaiger (ÖVP)[10]
- 1978–1988 Georg Griessner (ÖVP)[11]
- 1989–1998 Hugo Kendlbacher (SPÖ)[12]
- 1998–2013 Herbert Reisinger (SPÖ)[13]
- 2013–2019 Herbert Burgschwaiger (SPÖ)[14]
- seit 2019 Barbara Huber (ÖVP)[15][16]

### Wappen
Nach dem Zweiten Weltkrieg wurden in Bruck die Bemühungen zur Schaffung eines eigenen Gemeindewappens wieder intensiviert, und es entstand ein Entwurf, der in das amtliche Siegel der Gemeinde aufgenommen wurde. Dieses inoffizielle Wappen hatte die Eismadonna als Wappenbild vorgesehen. Mit Rücksicht darauf, dass mehrere Gemeinden im Pinzgau auch die Madonna als Wappensymbol führten, hat man von dieser Wappengestaltung abgeraten. Folglich bot sich die Ortsbezeichnung Bruck in seiner Bedeutung einer Brücke über den Fluss selbst als Motiv – zusammen mit einem Bischofsstab, versinnbildlichend die enge Zugehörigkeit zu dem Herrn auf Schloss Fischhorn, dem Bischof von Chiemsee. Diese Art der Darstellung stieß bei den Heraldikern aber auf wenig Begeisterung.
Letztlich entschloss man sich zu einem sprechenden Wappen, das von Gerd Nowotny entworfen und von der Salzburger Landesregierung am 17. September 1976 der Gemeinde verliehen wurde. Es zeigt im silbernen Schild einen grünen dreispitzigen Berg, davor eine silberne zweijochige Brücke über einem blauen Fluss, womit der Bezug zur Brücke über die Salzach hergestellt ist. Die Verbindung mit St. Georgen wird durch die symbolisierte Berggruppe der „Drei Brüder“ zum Ausdruck gebracht.

### Gemeindepartnerschaften
Bruck an der Glocknerstraße pflegt zwei Gemeindepartnerschaften:
- 1994:  Agneaux in Frankreich
- 1973:  Bad Emstal in Deutschland. Die Partnerschaft wurde laut einer Zeitungsmeldung 2018 von Seiten der Gemeinde Bruck aufgekündigt.[19]

## Persönlichkeiten

### Söhne und Töchter der Gemeinde
- Josef Rattensperger (1807–1866), Maler
- Josef Gold (1840–1922), Maler und Restaurator
- Franz Horner (1936–2001), Politikwissenschaftler
- Erwin Thoma (* 1962), Unternehmer und Autor
- Mathea (* 1998), Sängerin

### Personen mit Bezug zur Gemeinde
- Agnes Straub (1890–1941), deutsche Schauspielerin; ist im Ortsteil St. Georgen begraben
- Georg Griessner (1948–2011), Politiker (ÖVP); Präsident des Salzburger Landtags und Bürgermeister von 1978 bis 1988; lebte in Bruck
- Emmerich Schwemlein (* 1950), Politiker (SPÖ); Abgeordneter zum Nationalrat und zum Salzburger Landtag; lebt in Bruck
- Maria Hutter (* 1982), Politikerin (ÖVP); Salzburger Landesrätin von 2018 bis 2021; lebt in Bruck